# Argia tamoyo
Argia tamoyo là một loài chuồn chuồn kim trong họ Coenagrionidae.
Argia tamoyo được Calvert miêu tả khoa học năm 1909.